# Государство Мадура
Государство Мадура (индон. Negara Madura; мад. Negara Madhurâ) — независимое государство, впоследствии штат в составе Соединённых Штатов Индонезии (СШИ), существовавшее в 1948—1950 годах и занимавшее территорию острова Мадура и прилегающих небольших островов.

## История
Государство Мадура было создано 23 января 1948 года при содействии Чарльза ван дер Пласа, губернатора Восточной Явы и ближайшего помощника генерал-губернатора Голландской Ост-Индии Хубертуса ван Мока. Главой государства был избран Р. А. А. Чакранинграт (индон. R.A.A. Tjakraningrat). 20 февраля 1948 года Мадура была признана правительством Нидерландов.
27 декабря 1949 года Мадура вошла в состав СШИ на правах штата. 9 марта 1950 года государство было упразднено; его территория вошла в состав восстановленной унитарной Республики Индонезии. Ныне территория бывшего Государства Мадура является частью провинции Восточная Ява.